# Temptastic
Temptastic är den första EP-skivan från den sydkoreanska musikgruppen T-ara. Den släpptes den 1 december 2010 för digital nedladdning och innehåller 6 låtar. Albumet debuterade på andra plats på Gaon Chart den 4 december 2010.

## Låtlista
| 1. | Yayaya                | 3:26 |
| 2. | Wae Ireoni            | 3:57 |
| 3. | Ma Boo                | 3:22 |
| 4. | Mollayo               | 3:38 |
| 5. | Gwaenchanhayo         | 3:58 |
| 6. | Yayaya (Instrumental) | 3:26 |

## Listplaceringar
| Lista                 | Topplacering |
| --------------------- | ------------ |
| Sydkorea (Gaon Chart) | 2            |